# Voxan

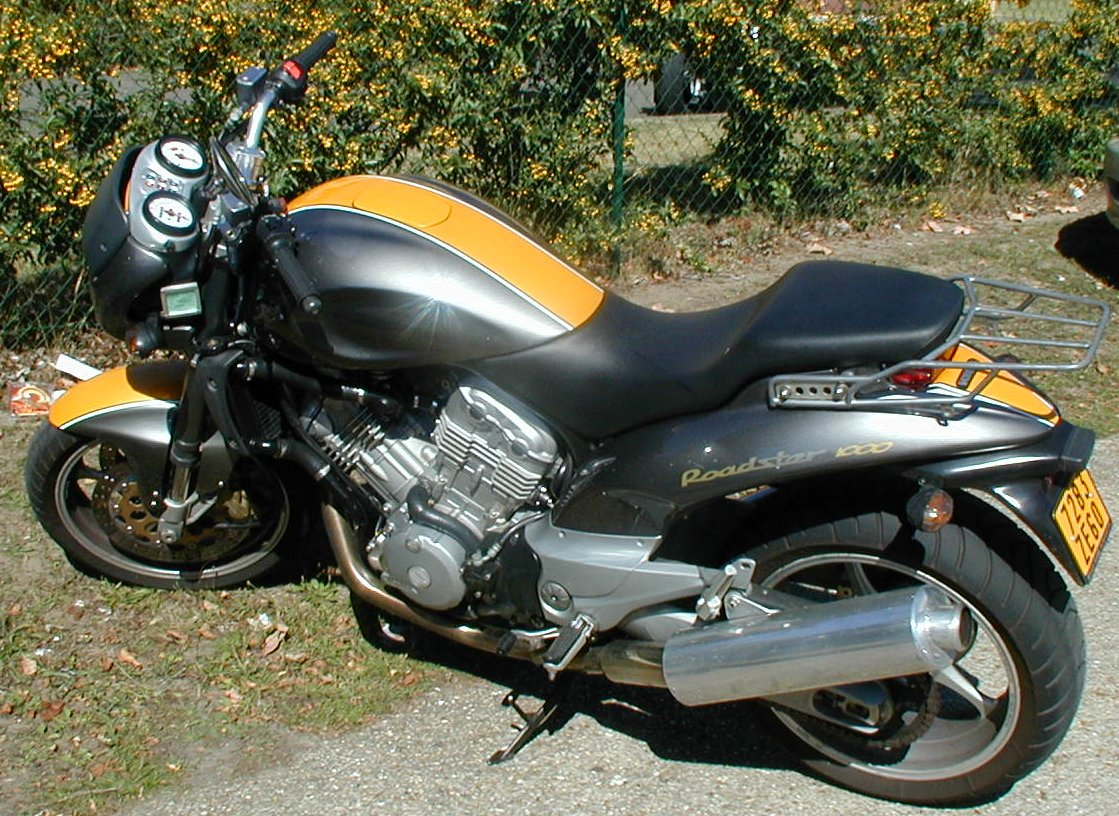
Voxan Roadster.

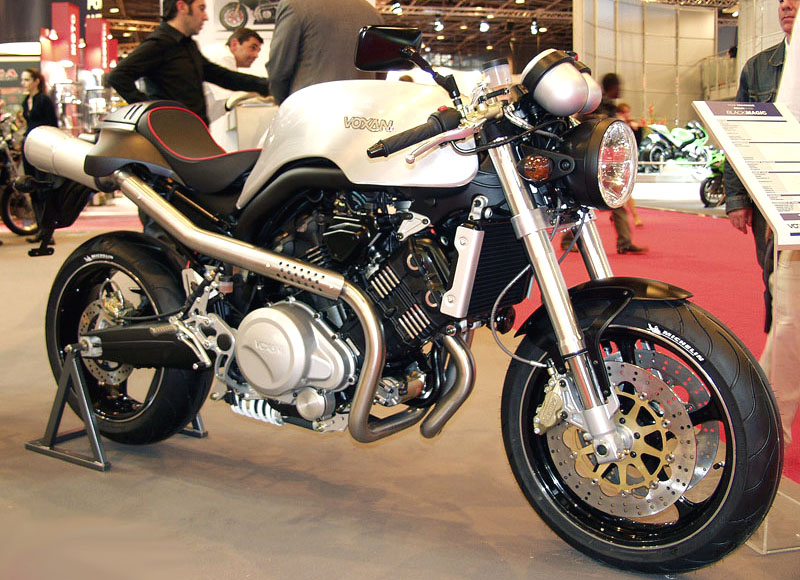
Voxan Black Magic.

Voxan es una empresa francesa fabricante de motocicletas, fundada en 1995 en Issoire (Francia) por Jacques Gardette.